# Linia kolejowa nr 227
Linia kolejowa nr 227 – pierwszorzędna, jednotorowa, zelektryfikowana linia kolejowa, łącząca stację Gdańsk Główny ze stacją Gdańsk Zaspa Towarowa.
Linia w całości została ujęta w kompleksową i bazową towarową sieć transportową TEN-T.